# Chiara Longo
Chiara Longo, coniugata Rossitto (Trieste, 22 novembre 1951 – ottobre 1995), è stata una cestista italiana.

## Carriera
Ha giocato nel Circolo Marina Mercantile di Trieste, nella Società Ginnastica Triestina e nel Basket Treviso, vincendo in più occasioni la classifica marcatori del campionato di Serie A.
Ha disputato con l'Italia i Campionati europei del 1970 e del 1972.